# ITU地域

3つのITU地域と、その境界を定めるために定義された3本の線
第一地域
第二地域
第三地域

国際電気通信連合(ITU)では、周波数分配のため、無線通信規則(RR)において世界を3つのITU地域（ITUちいき、英語: ITU region）に分割している。

## 境界
世界の各地域は、おおむね以下の領域を含む。
- 第一地域(Region 1) - ヨーロッパ・アフリカ・旧ソ連・モンゴル国・ペルシャ湾以西の中東
- 第二地域(Region 2) - アメリカ大陸（グリーンランドおよびハワイ州など東太平洋の島嶼を含む）
- 第三地域(Region 3) - イラン以東のアジア（旧ソ連を除く）・オセアニア

厳密には、無線通信規則の5.2から5.6において以下のように定められている。
- 第一地域 - 東はA線、西はB線によって区画される地域。ただし、この区画線内にあるイランを除き、区画線外にあるアルメニア・アゼルバイジャン・グルジア・カザフスタン・モンゴル・ウズベキスタン・キルギスタン・ロシア・タジキスタン・トルクメニスタン・トルコ・ウクライナ、およびロシアの北方の海域を含む。
- 第二地域 - 東はB線、西はC線によって区画される地域。
- 第三地域 - 東はC線、西はA線によって区画される地域。ただし、第一地域に含まれる地域を除き、この区画線外にあるイランの領域を含む。

A線・B線・C線は、無線通信規則の5.7から5.9において以下のように定められている。
- A線 - 北極点を起点として、東経40度線に沿って北緯40度線まで、次いで大円に沿って東経60度線と北回帰線との交点まで、次いで東経60度線に沿って南極点まで。
- B線 - 北極点を起点として、西経10度線に沿って北緯72度線との交点まで、次いで大円に沿って西経50度線・北緯40度線の交点まで、次いで大円に沿って西経20度線・南緯10度線の交点まで、次いで西経20度線に沿って南極点まで。
- C線 - 北極点を起点として、大円に沿って北緯65度30分線とベーリング海峡の国境との交点まで、次いで大円に沿って東経165度線と北緯50度線との交点まで、次いで大円に沿って西経170度線と北緯10度線との交点まで、次いで北緯10度線に沿って西経120度線との交点まで、次いで西経120度線に沿って南極点まで。